# Vision City
Vision City (萬景峯 или Вижн-Сити) — высотный жилой комплекс, расположенный в Гонконге, в округе Чхюньвань. Построен в 2007 году в стиле модернизма, девелопером проекта является компания Sino Land. Комплекс включает в свой состав почти 1,5 тыс. квартир, торговый центр Citywalk, паркинг, фитнес-центр и другие учреждения сферы услуг. 
Комплекс Vision City состоит из общего подиума и пяти жилых башен: четырёх 52-этажных высотой 173 метра и одной 50-этажной высотой 167 метров.
Согласно другим источникам, комплекс состоит из трёх 54-этажных башен высотой 195 метров, одной 53-этажной башни высотой 192 метра и одной 50-этажной башни высотой 183 метра.
Подиум жилого комплекса занимает торговый центр Citywalk (荃新天地), один из крупнейших торговых центров Чхюньваня (расположен напротив небоскрёба Нина-тауэр). Открывшийся в декабре 2007 года, он является совместным предприятием Sino Land и государственной корпорации Urban Renewal Authority. Кроме множества магазинов и ресторанов в состав Citywalk входят большая площадь Citywalk Piazza, сад Vertical Garden, кинотеатры и автобусная станция.